# Daylight Robbery - Un colpo british style
Daylight Robbery - Un colpo british style è un film del 2008 diretto da Paris Leonti.

## Trama
Una banda di rapinatori assalta una banca di Londra che custodisce nel caveau una grossa somma in banconote da venti sterline.
Per procurarsi un alibi, sei giovani supporter della nazionale inglese effettuano in anticipo il check-in per un volo diretto in Germania dove sta già iniziando il campionato mondiale di calcio. L'azione si svolge nel lasso di tempo in cui viene trasmessa la radiocronaca dell'incontro tra Italia e Romania.
Il gruppo fa irruzione nella banca sfondando l'ingresso con un furgone lanciato a tutta velocità in retromarcia. Nell'urto uno dei rapinatori rimane gravemente ferito ad una gamba, ma gli altri riescono comunque a prendere il controllo della situazione tenendo sotto la minaccia delle armi impiegati e clienti.
Con uno stratagemma, il direttore viene costretto ad aprire la porta blindata e i sei iniziano a riempire sacchi di banconote. A questo punto entrano in azione la polizia che circonda la zona e la tiene in stato d'assedio e un settimo rapinatore, il capo dell'impresa criminosa, che spunta da una via di fuga predisposta con largo anticipo.
Quando, alla fine, una squadra speciale della polizia fa irruzione nella banca non trovano più traccia né dei rapinatori, né del bottino. Anche la via di fuga viene occultata da un ottavo complice che era rimasto confuso tra gli ostaggi.
Il gruppo dei sei tifosi riesce ad imbarcarsi sul volo per la Germania, ma il ferito muore sull'aereo e i rimanenti vengono arrestati all'arrivo. Il capo e l'altro complice, nel frattempo, mettono al sicuro il bottino stipato in un camper, dirigendosi verso il principato di Monaco.

## Curiosità
Nell'ipotetico campionato del mondo in svolgimento in Germania (come effettivamente successo nel 2006), la partita tra Italia e Romania, di cui nel film si sentono brani di radiocronaca, sarebbe la prima ad essere disputata e dopo un gol azzurro nel primo tempo, la Romania riesce a pareggiare verso la fine della ripresa. Nella realtà nel 2008 a Zurigo c'è stato un incontro Italia-Romania nella fase a gironi del campionato europeo (disputatosi in Svizzera e Austria), terminato in pareggio dopo un primo gol dei rumeni.
Dopo che gli ostaggi vengono liberati, viene fatto un esplicito riferimento al film Inside Man di Spike Lee al quale si ispira.